# OpenSSL
OpenSSL es un proyecto de software libre basado en SSLeay, desarrollado por Eric Young y Tim Hudson.
Consiste en un robusto paquete de herramientas de administración y bibliotecas relacionadas con la criptografía, que suministran funciones criptográficas a otros paquetes como OpenSSH y navegadores web (para acceso seguro a sitios HTTPS).
Estas herramientas ayudan al sistema a implementar el Secure Sockets Layer (SSL), así como otros protocolos relacionados con la seguridad, como el Transport Layer Security (TLS). OpenSSL también permite crear certificados digitales que pueden aplicarse a un servidor, por ejemplo Apache.
A principios de abril de 2014 se da a conocer un agujero de seguridad (conocido como Heartbleed) que afecta a las versiones 1.0.1 y 1.0.1f de este protocolo afectando a dos tercios de las comunicaciones seguras que se efectúan en Internet. El agujero está en el código de OpenSSL desde diciembre de 2011. Neel Mehta, del equipo de seguridad de Google, lo habría descubierto en diciembre de 2013, fecha de la inclusión del "bug" en la base de datos 'Common Vulnerabilities and Exposures'.

## Algoritmos soportados
Los siguientes algoritmos de criptografía son soportados por la herramienta:
- Para cifrado

AES, Blowfish, Camellia, SEED, CAST-128, DES, IDEA, RC2, RC4, RC5, Triple DES, GOST 28147-89
- Funciones HASH

MD5, MD4, MD2, SHA-1, SHA-2, RIPEMD-160, MDC-2, GOST R 34.11-94
- Clave pública

RSA, DSA, Intercambio de claves Diffie–Hellman, curvas elípticas